# Palacio Bake Eder
El Palacio Bake Eder es un palacete que se encuentra emplazado en la avenida de Zugazarte, en el barrio de Las Arenas, municipio de Guecho, cercano a la ciudad de Bilbao. 
La obra situada en la avenida Zugazarte de Las Arenas fue diseñada en 1901 por el arquitecto Luis Elizalde para Luis María Aznar, empresario relacionado con la industria naviera. Fue reformado por el arquitecto Manuel María Smith, en el año 1909. Sufrió un incendio en el año 2001, después de varios años de abandono.
Las grandes villas residenciales de Getxo fueron calificadas en 2001 como Bien Cultural, con la categoría de Conjunto Monumental.
Bake Eder es una finca de un enorme valor en todos los órdenes y uno de los más destacados ejemplos de arquitectura doméstica de principios de siglo en Vizcaya.[cita requerida]

## Entorno
Forma parte del conjunto de palacios y palacetes que se emplazan en la Avenida de Zugazarte en el barrio de Las Arenas, municipio de Guecho. En esta zona se encuentra una variedad de estilos arquitectónicos, que van desde el neo-vasco hasta el regionalismo neo-montañés, pasando por el neo-medievalismo. La característica más común de todas ellas está en la singularidad que prevalece sobre cualquier otro valor, además de unos jardines bien cuidados sobre los escarpes que completan este conjunto de relieve paisajístico.
En la zona destacan otros palacios como el Palacio Eguzkialde, también denominada popularmente como la "Casa de la Alcaldesa", el Palacio San Joseren, el Itxas Begi, o el Palacio del Marqués de Olaso. Además, se encuentra muy próximo a promontorio de Arriluce, donde se concentran un conjunto de espectulares palacios y mansiones de principios de siglo, pertenecientes a la alta burguesía, de los cuales destacan, entre otros, el Palacio Lezama Leguizamón que es un elegante y señorial palacio de principios del siglo XX, el Palacio Ampuero, diseñado en 1928 por el arquitecto Manuel María Smith, a petición del empresario y político José Joaquín Ampuero Del Río y su familia, o el Palacio de Arriluce, el cual mantiene desde un principio el carácter original de la obra del arquitecto Jose Luis Oriol, en este mismo emplazamiento sobre el Puerto de Arriluce se encuentra también el Palacio Mudela.